# Giuseppe Sacconi
Giuseppe Sacconi (ur. 5 lipca 1854 w Montalto delle Marche, zm. 23 września 1905 w Collegigliato, Pistoi) – włoski architekt, autor projektu rzymskiego pomnika Wiktora Emanuela II.

## Życiorys
Sacconi ukończył Królewski Instytut Techniczny w Fermo, gdzie zetknął się ze znanymi przedstawicielami stylu neoklasycystycznego w Marche: Gianbattistę Carducciego i Emidio Paciego. Następnie rozpoczął studia architektury w Instytucie Sztuk Pięknych w Rzymie. W stolicy przebywał w tym samym czasie wuj Giuseppe kard. Carlo Sacconi. Młody architekt otrzymał w 1874 stypendium przyznane mu przez organizację regionalną z Marchii, zajmującą się udzielaniem pomocy ubogiej młodzieży studiującej poza regionem − Pio Sodalizio dei Piceni. Przyjacielem ze studiów Sacconiego był inny architekt z Marchii Manfredo Manfredi. Pierwsze szlify brali w pracowni architekta Luca Cariminiego.
W 1871 Sacconiemu zostało powierzone zadanie wzniesienia probostwa i odrestaurowania XVI-wiecznego kościoła Santa Maria di Loreto przy Forum Trajana. Architekt zasłynął jednak z monumentalnego pomnika pomnika Wiktora Emanuela II, wzniesionego w Rzymie w latach 1885-1935. Gdy go ukończono architekt już nie żył. Ważnymi jego dziełami były też Kaplica Ekspiacyjna w Monzy, ukończona pośmiertnie w 1910 oraz prace restauracyjne w bazylice w Loreto.
W latach 1884–1902 Sacconi był posłem do Izby Deputowanych.

## Ważniejsze dzieła
- Pomnik Wiktora Emanuela II w Rzymie (1885-1935)
- probostwo i prace restauracyjne w kościele Santa Maria di Loreto w Rzymie (po 1871)
- kaplica ekspiacyjna w Monzy (ukończona przez Guido Cirilliego)
- ołtarz papieski w katedrze w Ascoli Piceno (1892)
- budynek Assicurazioni Generali na placu Weneckim w Rzymie (1902-1907)
- prace restauracyjne w bazylice św. Pawła za Murami (1890-1910, wraz z G. Calderinim)
- prace restauracyjne w katedrze w Ankonie (1883)
- prace restauracyjne w bazylice w Loreto (kaplica św. Józefa, witraż w kaplicy niemieckiej)
- groby Humberta I i Małgorzaty Sabaudzkiej w Panteonie[3]
- prace restauracyjne w kościele Santa Maria di Portonovo w Ankonie (1894, dokończył L. Serra)[4]
- kościół San Francesco w Force
- ratusz w Comiso[5]
- prace restauracyjne w bazylice św. Franciszka w Asyżu